# Tuscia
Tuscia era originariamente la denominazione attribuita all'Etruria dopo la fine del dominio etrusco, invalso a partire dalla Tarda antichità e per tutto l'Alto Medioevo. In età contemporanea con la denominazione di Tuscia (talvolta accompagnata dall'aggettivo "viterbese") si indica invece comunemente il territorio della provincia di Viterbo e le zone ad essa limitrofe di Umbria e Città metropolitana di Roma Capitale.

## Uso storico e contemporaneo del termine Tuscia
Il coronimo Tuscia è di origine latina, con il significato di territorio abitato da quelli che i Romani chiamavano Tusci (al singolare Tuscus), ovvero gli Etruschi. Era perciò un sinonimo di Etruria e da esso derivano il nome della regione Toscana e del comune di Tuscania (storicamente Toscanella).
Il nome indicava in origine un territorio assai vasto che comprendeva tutta l'Etruria storica: la Toscana, l'Umbria occidentale e il Lazio settentrionale, che le diverse vicissitudini storiche hanno ripartito in tre macroaree: la "Tuscia romana", corrispondente al Lazio settentrionale con l'antica provincia pontificia del Patrimonio di San Pietro, che equivale oggi alla provincia di Viterbo e alla parte settentrionale della provincia di Roma nord fino al Lago di Bracciano; la "Tuscia ducale", che includeva i territori del Lazio e dell'Umbria soggetti al Ducato di Spoleto; la "Tuscia longobarda", grosso modo l'attuale Toscana, comprendente i territori sottoposti ai Longobardi e costituenti il Ducato di Tuscia.
L'uso di Tuscia come sinonimo di Etruria (o talvolta di Toscana) proseguì dall'epoca medievale fino a tutto l'Ottocento, mentre a partire dal Novecento il nome Tuscia si è più specificamente ristretto a indicare i soli territori del Lazio settentrionale e delle aree confinanti dell'Umbria. Nell'uso comune, il termine "Tuscia" è usato come sostanziale sinonimo di "provincia di Viterbo". L'università fondata a Viterbo nel 1979 ha assunto la denominazione di Università degli Studi della Tuscia.

## Territorio

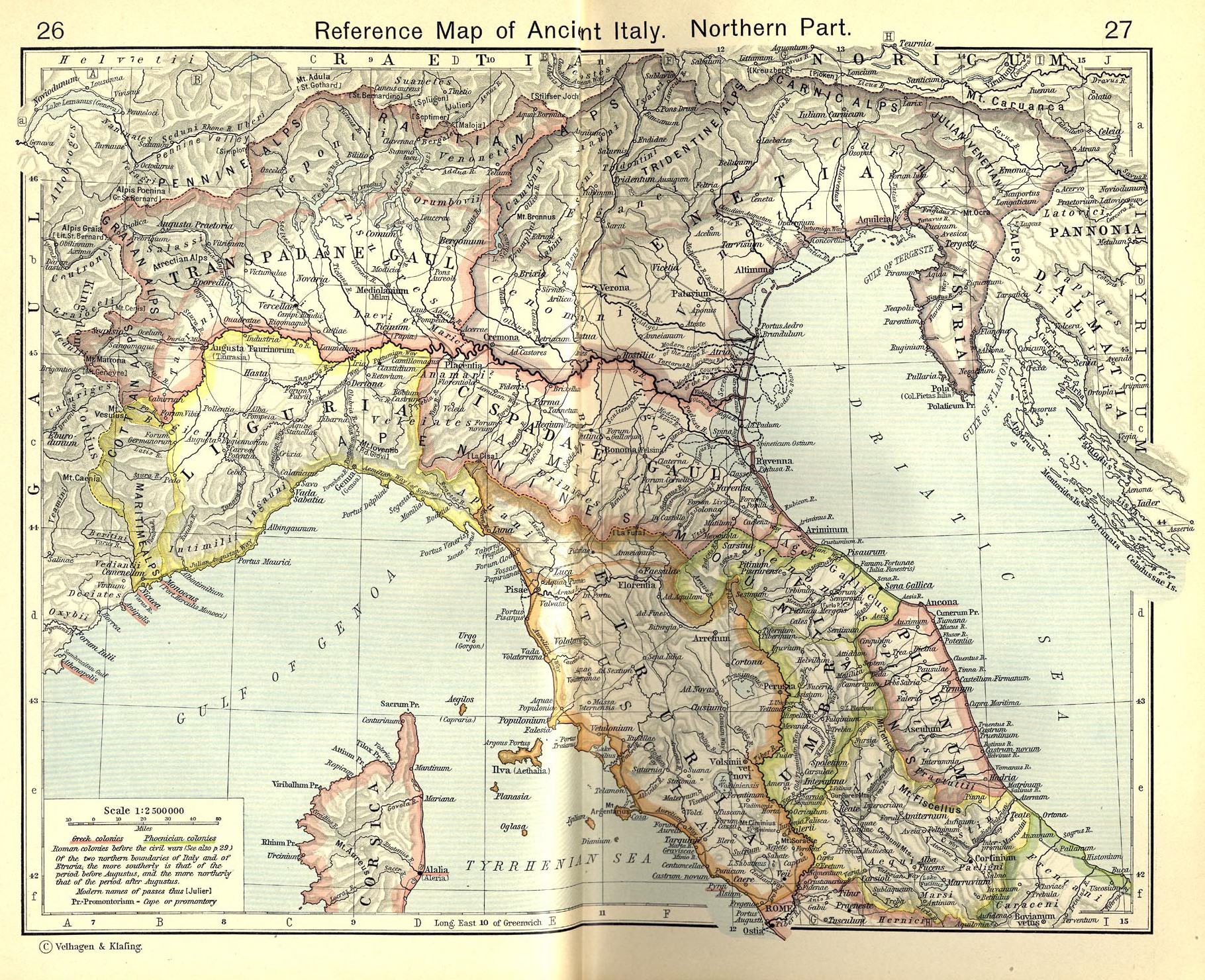
L'Italia centro-settentrionale in epoca augustea, con la Regio VII Etruria che nei secoli successivi si sarebbe frazionata nelle varie porzioni della Tuscia.

Durante il periodo di decadenza dell'Impero romano, i confini della Regio VII Etruria, una delle undici comprese nella riforma augustea, rimasero stabili. L'Etruria, corrispondente all'incirca all'attuale Toscana, venne inserita nella lista di Plinio il Vecchio come sezione separata della Penisola italiana. Partendo dalla Regio IX Liguria, con Luni, i confini raggiungevano l'odierno Lazio, fino a Fregene, e comprendevano anche l'attuale provincia di Viterbo; risalendo verso l'odierna Umbria, raggiungevano poi la città di Perugia. Con la riforma dioclezianea le regiones diventarono dodici e il territorio dell'Etruria venne incluso nella Regio V Tuscia et Umbria. Infine nel IV secolo, dopo le prime Invasioni barbariche, le partizioni regionali diventarono diciassette e Tuscia et Umbria l'VIII regione.
I confini rimasero immutati fino alla nuova invasione longobarda, che provocò un profondo mutamento istituzionale. La regione Tuscia et Umbria venne divisa in due porzioni territoriali: la porzione nord-occidentale costituì la Tuscia Langobardorum che sarebbe confluita nel Ducato di Tuscia, mentre la porzione orientale entrò a far parte del Ducato di Spoleto. Le due regioni vennero separate dal "cuneo" costituito dal "Corridoio bizantino", il territorio intermedio che, almeno sulla carta, permetteva il passaggio a favore dell'Impero bizantino tra Roma e Ravenna, capitale dell'Esarcato d'Italia. La Tuscia longobarda confinava così con la "Tuscia Romana", porzione territoriale del Ducato romano a nord di Roma.

## Storia

### Il VI secolo
Sul finire del VI secolo, terminata l'ondata dei saccheggi provocati dall'esercito longobardo, re Autari iniziò una saggia politica di pacificazione con l'elemento indigeno romanico, che nei gastaldati della Tuscia consentì la lenta ripresa economica della sua popolazione. Nelle campagne l'aristocrazia nobiliare degli invasori, dopo aver insediato stabilmente le fare (famiglie associate longobarde) nei castra occupati, organizzò il sistema produttivo curtense. La curtis corrispondeva ad un vasto possedimento fondiario, con la villa signorile edificata sul colle più elevato e protetta da cinta muraria. Nei vici (aggregati minori della corte) vivevano i massari, servi e coloni che lavoravano il fondo insieme ad altri piccoli proprietari assoggettati al tributo del terzo del prodotto ricavato dal podere (o manso). Il gastaldo percepiva i proventi in natura in un ambiente a piano terra chiamato "sala".
Ricordo di lontani insediamenti longobardi, anche nel territorio dell'ex Regio Tuscia et Umbria rimangono presenti ancor oggi numerosi toponimi di Fara e Sala: Fara in Sabina (RI), Fara San Martino (CH), Fara Filiorum Petri (CH), Sala (frazione di Poppi, AR), La Sala (rione di Firenze), Sala (frazione di Leonessa, RI) e numerosi altri toponimi Sala sparsi per le campagne presso Firenze, Greve in Chianti (FI) e Allerona (TR). I Longobardi costituivano un'élite militare e nobiliare la cui numerosità era enormemente più piccola di quella delle popolazioni locali, alle quali lasciarono il lavoro dei campi ed i mestieri tradizionali. Nella città di Siena (l'antica Saena), non essendovi ancora l'agone del Palio, si trovava la Stalla satbulum regis, oggi via di Stalloreggi, ed il campus, via del Campo.

### Il VII secolo

#### L'instabile confine tra Tuscia longobarda e Tuscia romana
Dopo il trattato di pace del 680 tra Longobardi e Bizantini, la situazione politica del Ducato romano rimase molto incerta. La sede pontificia di Roma attribuiva al Papa prestigio, ma anche responsabilità nella ricerca di un difficile equilibrio volto a mantenere la pace tra gli invasori longobardi e l'Impero bizantino. Inoltre l'Esarcato di Ravenna, con scarse milizie a disposizione, si dimostrava incapace di difendere efficacemente quel territorio ed il suo rappresentante spirituale. Il ducato si trovò esposto a continue scorrerie degli eserciti, che talvolta agivano all'unisono con attacchi a tenaglia provenienti dalla Tuscia longobarda, dal ducato di Spoleto e da quello di Benevento.
I confini fluttuanti, anche nel breve periodo, rendono approssimativa la loro ricostruzione storica. La strategia bizantina contro l'invasione longobarda si affidò molto alla difesa della costa tirrenica con il presidio di due porti marittimi situati nei pressi dell'Urbe: Ostia e Civitavecchia ("Centumcellae"), di competenza del prefectus classis; quei porti permettevano con sicurezza il collegamento navale con l'Impero bizantino. Nel territorio interno, contro la mobilità degli eserciti longobardi, Bizantini e forze pontificie risposero con castra munificati, con poderose fortezze affidate al comando di magistri militum.

#### Le "pievi di confine"
Nel VII secolo, con la conversione dei Longobardi al cattolicesimo, nei crocicchi delle strade di confine dei iudicaria (territori retti da un iudex) si trovavano le plebes ad fines ("pievi di confine"). Un documento del 715, ricco di spunti storico-giuridici, riporta particolari dettagli di una lunga controversia per le pievi di confine tra la diocesi di Siena e quella confinante di Arezzo. Il gastaldo di Siena, Warnefrido, tentava di usurpare il territorio della diocesi di Arezzo. Il successivo diploma emesso da re Liutprando confermò la precedente istruttoria svolta dal notaio Gunteram e, sulla base dell'antica tradizione, assegnò alla diocesi aretina le pievi di Sinalunga, Montepulciano e Montefollonico, nonostante la loro ubicazione entro i confini del territorio senese. Nel diritto longobardo il concetto di confine non coincideva perfettamente con quello attuale di confine geografico invece: molto più rilevante era la permanenza di un'antica tradizione. Le pievi paleocristiane, oltre al servizio religioso, assunsero anche funzioni civili, registrando le nascite presso il fonte battesimale, prestando assistenza ai bisognosi, provvedendo alla manutenzione delle strade. Vicino alle pievi sorsero gli ospizi, edifici di ristoro e cura per i numerosi viandanti in pellegrinaggio verso la Tomba di San Pietro. Molte pievi furono intitolate a san Michele Arcangelo raffigurato con la lancia, assunto come protettore dai guerrieri longobardi.
Con il miglioramento dei rapporti di convivenza sociale e con la bonifica della via Francigena apportata dai Longobardi lungo il tracciato della Romea, anche le relazioni commerciali ripresero vigore. Documenti lucchesi nell'epoca di Autari attestano commerci di negotiantes itineranti presenti nella Fiera di Parigi; naviculari, che dalla Maremma esercitavano il trasporto di grano e sale, per via d'acqua, per conto del duca Wulperto. Anche l'artigianato fu in sensibile ripresa. Nel Ducato di Tuscia operò un'associazione di orefici romani e longobardi: i documenti riportano i nomi di Giusto e Pietro insieme ad Aniperto ed Osperto. La Pinacoteca di Lucca conserva ritrovamenti di manufatti a foglia d'oro. Un bassorilievo in rame dorato proveniente da Lucca è esposto nel Museo del Bargello. Anche Lucca, come Pavia, disponeva della zecca che emetteva tremissi aurei con valore pari ad un terzo di solido.

### L'VIII secolo

#### L'ultimo dominio longobardo
All'estremo nord del ducato (Tuscia romana) venne allestita la fortezza di Narni che, prossima al presidio longobardo di Terni, venne presto conquistata dal duca di Spoleto Faroaldo II. A presidiare la via Amerina rimasero le fortezze di Todi, Amelia ed Orte. Più a sud, i castra di Bomarzo, Sutri e Blera, nella valle del Tevere, erano a salvaguardia della via Cassia. Anche queste fortezze furono conquistate da Liutprando. Nel 743 vennero restituite dal re longobardo a papa Zaccaria (Donazione di Sutri), andando ad aggiungersi al Patrimonio di San Pietro.

Nel versante orientale del ducato di Spoleto, (l'ex Regio Samnium et Sabina, poi provincia Valeria), le truppe di Mentana e Tivoli contrastarono le milizie spoletine, che con i loro numerosi gastaldati nel territorio di Rieti avevano preso il controllo della via Salaria. 

Più a sud, seguendo il corso del fiume Liri, Sora, Arce e - soprattutto - Ceccano costituivano un baluardo difensivo efficace nei confronti del ducato di Benevento. Nella punta estrema della Campania, la città di Cuma ("Castrum Cumae") sulla via Domiziana, già occupata dai beneventani, venne recuperata da papa Gregorio II con un sostanzioso riscatto. Dopo aver perduto la fortezza di Capua, il papa temeva lo sbarramento della via Domiziana, unica via di accesso al Patrimonium Neapolitanum (cioè ai possedimenti della Santa Sede in territorio napoletano).

#### Il dominio carolingio
Dopo i Longobardi, la politica accentratrice del governo carolingio, con l'istituzione del vassallaggio privilegiò il potere dei vescovi, sperando con la regola del celibato vescovile di riuscire a limitare la frammentazione ereditaria dei feudi imperiali. La classe nobiliare franco-longobarda al potere favorì l'edificazione di numerosi monasteri di famiglia affidati al privilegio del vescovo, la cui nomina divenne prestigioso ripiego per i suoi cadetti. I vescovi, con cospicue donazioni del protettore (condizionate spesso dalla volontà del donante), incrementarono notevolmente patrimoni e limiti territoriali delle proprie diocesi. Nelle diocesi della Tuscia Langobardorum furono istituiti questi monasteri carolingi:
- Lucca: Santa Giustina, San Ponziano, San Salvatore, San Pietro in Camaiore;
- Firenze: San Bartolomeo di Ripoli e San Miniato al Monte;
- Pistoia: San Bartolomeo in Pantano;
- Arezzo: Sante Flora e Lucilla;
- Siena: Santa Mustiola, Sant'Antimo, San Salvatore nel monte Amiata;
- Pisa: San Savino in Ceraiolo;
- Volterra: Santa Maria di Bibbona;
- Roselle: San Pietro di Monteverde.

## Cinema
La Tuscia è stato spesso luogo di riprese per molti film di grandi registi del cinema italiano come Roberto Rossellini, Federico Fellini, Mario Monicelli, Pier Paolo Pasolini, Sergio Corbucci, Franco Zeffirelli e molti altri; in questi luoghi hanno preso parte molti set cinematografici fra i quali I Vitelloni, La strada, Lo scapolo, Il medico e lo stregone, Il vigile, 8½, Uccellacci e uccellini, L'armata Brancaleone, Romeo e Giulietta, Brancaleone alle crociate, Il marchese del Grillo,  La chimera, e diverse altre produzioni.
Hanno raggiunto notorietà nel mondo cinematografico registi e attori come: Fabio Segatori, Franco Bernini, Giuseppe Moccia, Silvio Laurenti Rosa, Aldo Nicodemi, Antonella Steni, Carlo Giustini.